# Teledyne CAE F106
Le F106 est un petit turboréacteur conçu et produit par la société américaine Teledyne CAE (en). Désigné Model 472 par la compagnie, il a été développé pour propulser les missiles de croisière.

## Conception et développement
Le F106 fut conçu au début des années 1970 afin de propulser les missiles en cours de développement pour la compétition des missiles de croisière organisée par la marine américaine. Il équipait le prototype LTV YBGM-110, qui perdit face au BGM-109 Tomahawk. Alors que le F106 ne propulsait que le prototype du BGM-110, chacun des deux missiles aurait pu être propulsé indifféremment par ce moteur ou par le Williams F107. Toutefois, l'United States Navy préféra employer le F107 pour le BGM-109.
Le F106 fut également un concurrent pour la propulsion du missile de croisière AGM-86 ALCM, employé par l'United States Air Force, mais, là encore, il perdit face au F107,.